# Romain Carmignani
Pour les articles homonymes, voir Carmignani.
Pas d'image ? Cliquez ici

a Compétitions nationales et continentales officielles uniquement.

Dernière mise à jour le 27 octobre 2024.
Romain Carmignani, né le 2 septembre 1983 à Cruas (Ardèche), est un joueur français de rugby à XV qui évolue aux postes de troisième ligne aile ou troisième ligne centre. Après sa carrière de joueur, il se reconvertit en tant qu'entraîneur.

## Biographie
Romain Carmigani, pensionnaire du centre de formation de l'AS Montferrand, est champion de France Reichel en 2004
De 2014 à 2015, il est entraîneur adjoint chargé des skills puis de 2015 à 2016 il est l'entraîneur des avants de l'AS Béziers aux côtés de l'entraîneur principal Manny Edmonds avant d'être écarté en décembre 2016. En 2017, durant le Championnat d'Europe, il intervient auprès de la sélection allemande aux côtés de l'ancien limougeaud Florian Ninard.
En 2017, Romain Carmignani rejoint Limoges Rugby en Fédérale 1. Il est responsable des avants tandis que Nicolas Vial-Pailler s'occupe des arrières. 
En 2018, il devient entraîneur des espoirs du Stade rochelais aux côtés de Sébastien Boboul. En parallèle, en 2020, il est entraîneur des avants de l'équipe de France des moins de 20 ans développement. En 2021, il devient entraîneur des avants de l'équipe première en binôme avec Donnacha Ryan et auprès du manager Ronan O'Gara.

### Entraîneur
- 2014-2015 : entraîneur adjoint chargé des skills à l'AS Béziers Hérault
- 2015- Décembre 2016 : entraîneur des avants de l'AS Béziers Hérault
- 2017-2018  : entraîneur du Limoges rugby
- 2018-2021 : entraîneur des avants des espoirs du Stade rochelais
- 2020 : entraîneur des avants de l'équipe de France des moins de 20 ans développement
- Depuis 2021 : entraîneur des avants du Stade rochelais

| Saison      | Club            | Division | Poste  | Classement                 | Coupe d'Europe             | Challenge européen |
| ----------- | --------------- | -------- | ------ | -------------------------- | -------------------------- | ------------------ |
| 2015 - 2016 | AS Béziers      | Pro D2   | Avants | 6e                         | -                          | -                  |
| 2021 - 2022 | Stade rochelais | Top 14   | Avants | 5e, éliminé en barrages    | Vainqueur                  | -                  |
| 2022 - 2023 | Stade rochelais | Top 14   | Avants | Finaliste                  | Vainqueur                  | -                  |
| 2023 - 2024 | Stade rochelais | Top 14   | Avants | 5e, éliminé en demi-finale | éliminé en quart de finale | -                  |

## Palmarès

### En club
- Vainqueur du Championnat de France Balandrades en 2000 avec le Rugby Club teillois.
- Vainqueur du Championnat de France Reichel en 2004 avec l'AS Montferrand.

### En équipe nationale
- Équipe de France -21 ans : participation au championnat du monde 2004 en Écosse
- Équipe de France -19 ans

### Entraîneur
- Finaliste du Championnat de France espoirs en 2019 avec le Stade rochelais
- Vainqueur de la Coupe d'Europe/Champions Cup en 2022 et 2023 avec le Stade rochelais.